# Хикс, Томас Холлидей
Томас Холлидей Хикс (англ. Thomas Holliday Hicks; 2 сентября 1798 — 14 февраля 1865) — американский политик, губернатор Мэриленда (31-й) в начале американской Гражданской войны, который сумел удержать штат от выхода из состава Союза. С 1862 года сенатор от Мэриленда.  

## Ранние годы
Хикс родился в мэрилендском Ист-Нью-Маркете, в семье Генри Хикса (1765 - 1825) и Мэри Сьюэлл Хикс (1780 - 1840). Он начал свою политическую карьеру как демократ, и был избран констеблем, а в 1824 году шерифом округа Дорчестер. Впоследствии он перешёл в партию вигов и в 1829 году был избран делегатом в палату представителей Мэриленда.
В 1837 году Хикс был избран членом Губернаторского Совета, и стал последним, кто был избран в этот совет до его расформирования. В 1838 году он был назначен регистратором (Register of Wills) округа Дорчестер и оставался в этой должности до избрания губернатором.
4 декабря 1827 года Хикс женился на Энн Томпсон. У них было предположительно трое детей: Салли (1828 - 1858), Генриетта-Мария (1837 - 1853) и Томас Холлидей (1840). 18 января 1843 года Хикс женился вторым браком на Леа Энн Роули. У них было предположительно четверо детей: Томас Пратт (1845 - 1866), Мэри Ребекка (1846) Хорас Веги (1848 - 1849) и Нэнни. После смерти второй жены в 1848 году Хикс женился в третий раз на Джейн Уилкокс (22 октября 1850 года). У них был один сын, Чаплин.

## Губернатор Мэриленда
Так как партия вигов прекратила существование, то в 1857 году Хикс присоединился к Нативистской Американской партии, более известной как Know Nothing. От этой партии он баллотировался в губернаторы и выиграл выборы 1858 года, победив кандидата от демократов, Джона Грума. В инаугурационной речи он выражал обеспокоенность ростом мигрантов, полагая, что миграционный поток изменит характер нации. Хикс был противником аболиционизма и поддерживал рабовладельцев. Он осуждал нападения на рабовладельцев, утверждая, что те находятся под защитой Конституции. Во время сецессионного кризиса он выступал за сохранение Союза, и старался не допустить сецессии Мэриленда и его присоединения к Конфедерации.
Сразу после избрания Линкольна от Хикса стали требовать созыва Совета по Сецессии, наподобие тех, что прошли в других штатах Юга, но Хикс был категорически против. 27 ноября 1860 года он изложил свою позицию экс-губернатору Пратту: он писал, что избрание Линкольна не может быть поводом для сецессии, и что во всяком случае стоит подождать реакции Вирджинии. Он опасался, что созыв легислатуры по этому поводу может активизировать сецессионистские настроения. 6 января 1861 года он выступил с речью, где изложил свой взгляд на возможность сецессии Мэриленда. Сторонники Севера в то же время устраивали митинги в поддержку позиции губернатора. Экс-губернатор Лоув требовал от Хикса присоединиться к Вирджинии, угрожая в противном случае поднять восстание.
После падения Самтера и прокламации Линкольна о набора добровольцев ситуация обострилась. Она стала особо взрывоопасной, когда федеральные войска начали перемещаться через территорию Мэриленда в Вашингтон. Протесты против прохождения федеральных войск привели к Балтиморскому восстанию 19 апреля 1861 года. Кризисная ситуация заставила Хикса согласиться на внеочередной созыв Генеральной Ассамблем Мэриленда. Полагая, что в Балтиморе на Ассамблею окажут давление сецессионисты, он распорядился собрать её в городе Фредерике, который находился в лояльной Северу части штата.